# Estação Zaragoza
A Estação Zaragoza é uma das estações do Metrô da Cidade do México, situada na Cidade do México, entre a Estação Pantitlán e a Estação Gómez Farías. Administrada pelo Sistema de Transporte Colectivo, faz parte da Linha 1.
Foi inaugurada em 4 de setembro de 1969. Localiza-se no cruzamento da Estrada Ignacio Zaragoza com a Rua 65. Atende os bairros Puebla e Cuatro Árboles, situados na demarcação territorial de Venustiano Carranza. A estação registrou um movimento de 19.093.141 passageiros em 2016.